# Santoshpur
Santoshpur är en ort i Indien.   Den ligger i distriktet South 24 Paraganas och delstaten Västbengalen, i den östra delen av landet, 1 300 km sydost om huvudstaden New Delhi. Santoshpur ligger 7 meter över havet och antalet invånare är 7 635.
Terrängen runt Santoshpur är mycket platt. Runt Santoshpur är det mycket tätbefolkat, med 10 000 invånare per kvadratkilometer. Närmaste större samhälle är Calcutta, 10,7 km öster om Santoshpur. Runt Santoshpur är det i huvudsak tätbebyggt.